# Love, Fear and the Time Machine
Love, Fear and the Time Machine – szósty album studyjny polskiego zespołu muzycznego Riverside. Wydawnictwo ukazało się 4 września 2015 roku nakładem wytwórni muzycznych InsideOut Music i Mystic Production. Premierę płyty poprzedziło tzw. „lyric video” do utworu „Discard Your Fear”. Ponadto w ramach promocji do pochodzącego z płyty utworu „Found (The Unexpected Flaw of Searching)” został zrealizowany teledysk. Nagrania zostały zarejestrowane w warszawskim Serakos Studio pomiędzy listopadem 2014 a czerwcem 2015 roku we współpracy z Magdą i Robertem Srzednickimi.

## Nagrody i wyróżnienia
- „Najlepsze płyty roku 2015 - Polska” według Wyborczej / mediów Agory: 20. miejsce[14]

## Lista utworów
Opracowano na podstawie materiału źródłowego.
| Edycja podstawowa | Edycja podstawowa                             | Edycja podstawowa | Edycja podstawowa | Edycja podstawowa |
| Nr                | Tytuł utworu                                  | Słowa             | Muzyka            | Długość           |
| ----------------- | --------------------------------------------- | ----------------- | ----------------- | ----------------- |
| 1.                | „Lost (Why Should I Be Frightened By a Hat?)” | Mariusz Duda      | Mariusz Duda      | 05:51             |
| 2.                | „Under the Pillow”                            | Mariusz Duda      | Mariusz Duda      | 06:47             |
| 3.                | „#Addicted”                                   | Mariusz Duda      | Mariusz Duda      | 04:52             |
| 4.                | „Caterpillar and the Barbed Wire”             | Mariusz Duda      | Mariusz Duda      | 06:56             |
| 5.                | „Saturate Me”                                 | Mariusz Duda      | Mariusz Duda      | 07:08             |
| 6.                | „Afloat”                                      | Mariusz Duda      | Mariusz Duda      | 03:11             |
| 7.                | „Discard Your Fear”                           | Mariusz Duda      | Mariusz Duda      | 07:00             |
| 8.                | „Towards the Blue Horizon”                    | Mariusz Duda      | Mariusz Duda      | 08:09             |
| 9.                | „Time Travellers”                             | Mariusz Duda      | Mariusz Duda      | 06:41             |
| 10.               | „Found (The Unexpected Flaw of Searching)”    | Mariusz Duda      | Mariusz Duda      | 04:03             |
|                   |                                               |                   |                   | 1:00:38           |

| Bonus CD 2 (edycja rozszerzona) | Bonus CD 2 (edycja rozszerzona) | Bonus CD 2 (edycja rozszerzona) | Bonus CD 2 (edycja rozszerzona)                   | Bonus CD 2 (edycja rozszerzona) |
| Nr                              | Tytuł utworu                    | Słowa                           | Muzyka                                            | Długość                         |
| ------------------------------- | ------------------------------- | ------------------------------- | ------------------------------------------------- | ------------------------------- |
| 1.                              | „Heavenland”                    | Mariusz Duda                    | Mariusz Duda, Piotr Grudziński, Piotr Kozieradzki | 05:00                           |
| 2.                              | „Return”                        | Mariusz Duda                    | Mariusz Duda, Piotr Grudziński, Piotr Kozieradzki | 06:50                           |
| 3.                              | „Aether”                        | Mariusz Duda                    | Mariusz Duda, Piotr Grudziński, Piotr Kozieradzki | 08:44                           |
| 4.                              | „Machines”                      | Mariusz Duda                    | Mariusz Duda, Piotr Grudziński, Piotr Kozieradzki | 03:54                           |
| 5.                              | „Promise”                       | Mariusz Duda                    | Mariusz Duda, Piotr Grudziński, Piotr Kozieradzki | 02:44                           |
|                                 |                                 |                                 |                                                   | 27:12                           |

## Twórcy
Opracowano na podstawie materiału źródłowego.
| Zespół Riverside w składzie - Mariusz Duda - wokal prowadzący, gitara basowa, gitara akustyczna, ukulele - Michał Łapaj - instrumenty klawiszowe - Piotr Kozieradzki - perkusja, instrumenty perkusyjne - Piotr Grudziński - gitara elektryczna | Inni - Travis Smith - okładka, oprawa graficzna - Magda i Robert Srzedniccy - produkcja muzyczna, miksowanie, mastering, realizacja nagrań |

## Wydania
| Rok  | Nr katalogowy         | Format                            | Wytwórnia         | Region         | Źródło |
| ---- | --------------------- | --------------------------------- | ----------------- | -------------- | ------ |
| 2015 | MYSTCD288             | 2xCD, Album, Ltd, Med             | Mystic Production | Polska         | [ 13 ] |
| 2015 | MYSTLP038             | 2xLP, Album                       | Mystic Production | Polska         | [ 13 ] |
| 2015 | MYSTCD287             | CD, Album                         | Mystic Production | Polska         | [ 13 ] |
| 2015 | 0507260, IOMLTDCD 433 | 2xCD, Album, Ltd, S/Edition, Med  | InsideOut Music   | Europa, Niemcy | [ 13 ] |
| 2015 | 0507261               | 2xLP, Album + CD, Album           | InsideOut Music   | Europa, Niemcy | [ 13 ] |
| 2015 | 0507261               | 2xLP, Album, Ltd, Blu + CD, Album | InsideOut Music   | Europa, Niemcy | [ 13 ] |

## Listy sprzedaży
| Kraj              | Lista                        | Pozycja |
| ----------------- | ---------------------------- | ------- |
| Polska            | OLiS                         | 2       |
| Austria           | Ö3 Austria Top 40            | 58      |
| Finlandia         | Suomen virallinen lista      | 31      |
| Francja           | SNEP                         | 130     |
| Szwajcaria        | Schweizer Hitparade          | 25      |
| Holandia          | MegaCharts                   | 4       |
| Wielka Brytania   | UK Albums Chart              | 67      |
| Niemcy            | Media Control Charts         | 18      |
| Belgia (WAL)      | Ultratop 50                  | 51      |
| Belgia (FLA)      | Ultratop 50                  | 73      |
| Stany Zjednoczone | Billboard Heatseekers Albums | 7       |
| Stany Zjednoczone | Billboard Independent Albums | 32      |